# 胡范铸
胡范铸（1955年11月—），二级教授，博士后导师。他担任着多个重要学术和学会职务，包括中国修辞学会执行会长、上海市语文学会荣誉会长、上海高校学报研究会理事长。此外，他还是华东师范大学“国家话语生态研究中心”的主任和首席专家，《华东师范大学学报（哲社版）》的原主编，《当代修辞学》编委会的主任，以及《文化艺术研究》的执行主编。他还在奥什大学、上海对外经贸大学、新疆师范大学等大学兼任客座教授。
胡范铸提出了新言语行为理论，其主要研究领域涵盖了语用学、修辞学、社会语言学、政治传播学、国家形象修辞学、学术思想史以及汉语国际教育等。他著有多本重要学术专著，其中包括《幽默语言学》、《钱钟书学术思想研究》《国家和机构形象修辞学：理论、方法、案例》等。他开设的主要课程有《话语分析方法》、《语言政策与语言教育政策》、《新言语行为分析》等。

## 奖项和荣誉
- 2012年个人获全国人文社会科学学报协会颁发“玉笔奖”[1]
- 2015年个人获全国人文社会科学学报协会颁发“全国学报优秀主编”奖[1]
- 2018年论文《全球治理视域下的汉语国际教育及孔子学院建设：问题、因由与对策》获上海市第十四届哲学社会科学优秀成果奖二等奖[1]
- 2019年决策咨询报告《新时代汉语国际教育及上海使命》获第十二届上海市决策咨询研究成果奖三等奖[1]